# Selkupen

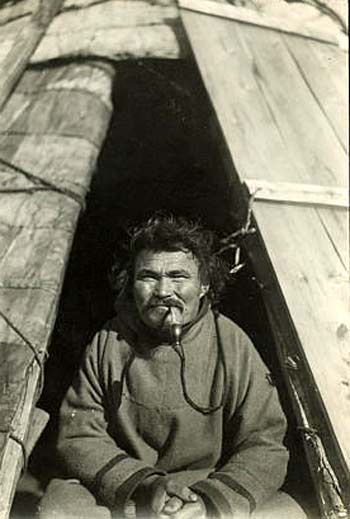
Selkupe (Ostjake) aus Obdorsk (Ob)

Flagge der Selkups

Die Selkupen sind ein indigenes Volk Sibiriens, das weitverstreut im Gebiet zwischen den Mittelläufen der Flüsse Ob und Jenissei teilweise noch nomadisch lebt. Die ca. 4000 Selkupen gehören zu den Samojeden, einer Gruppe von kleineren Ethnien, die zur uralischen Sprachfamilie gehört. Früher nannte man sie auch Ostjak-Samojeden, was jedoch zu Verwechslungen führen konnte, denn die Ostjaken, die sich selber Chanten nennen, haben einen anderen Ursprung.
Etwa 47 % der Selkupen sprechen noch die Selkupische Sprache.
Die Selkupen haben das Privileg, mehr Störe und andere Edelfische aus den Flüssen fangen zu dürfen, als es den Russen erlaubt ist.
Der sogenannte „klassische Schamanismus“ war die ethnische Religion der Selkupen. Der Ethnologe Klaus E. Müller spricht hier von „Komplexschamanismus“ und meint damit jene Formen, die durch Berührungen mit anderen Religionen und benachbarten Agrargesellschaften eine komplexe Ritualkultur entwickelt haben. Es gab früher drei Kategorien von Schamanen. Die Schamanenveranlagung wurde vererbt: Die Schamanenseelen kehrten nach dem Tod angeblich in die Welt zurück, um sich in einem Nachfolger niederzulassen. Nach wie vor spielen Schamanen eine wichtige Rolle in der Kultur der Selkupen. Die Christianisierung hat bei diesem Volk bisher nur sehr oberflächlich stattgefunden; die alte Religion ist nach wie vor lebendig.